# Espàtula menor
L'espàtula menor o becplaner menut (Platalea minor) és una espècie d'ocell limícoles de la família dels ibis i espátules Threskiornithidae,d'ambients humits. Té l'àrea de distribució més reduït de totes les espàtules i actualment és l'única considerada en perill d'extinció. El seu hàbitat està restringit a les regions costaneres de l'est d'Àsia. Les cullerades són grans ocells aquàtics amb els becs espatulats dorsoventralment aplanats. Aquests ocells utilitzen un mètode tàctil per alimentar-se, vadeant a l'aigua i escombrant el bec d'un costat a l'altre per detectar les preses. Confinat a les zones costaneres de l'Àsia oriental, sembla que abans era comú en tota la seva àrea de distribució. Actualment només es reprodueix en algunes petites illes rocoses de la costa oest de Corea del Nord, amb quatre llocs d'hivernada a Macau, Hong Kong, Taiwan i Vietnam, així com altres llocs on s'han observat en migració. L'hivern també es produeix a Jeju, Corea del Sud, Kyushu i Okinawa, Japó i el Riu Vermell delta al Vietnam. Més recentment, s'han observat albiraments d'ocells de cara negra a Tailàndia, les Filipines i altres llocs de la Xina.
La espàtula menor va ser classificada internacionalment com una espècie en perill d'extinció per la Unió Internacional per a la Conservació de la Natura (UICN) l'any 2000. Gairebé conduïda a l'extinció mundial a la dècada de 1980, els esforços de conservació entre diversos països asiàtics en els últims anys han ajudat a recuperar la seva població de manera constant, amb tendència a augmentar. La població d'espàtula menor en el cens de 2012 es va registrar en 2.693 ocells, amb una estimació de 1.600 ocells madurs. Les colònies de cria es produeixen entre març i agost, a les petites illes. Al cens mundial de 2022, la població d'espàtula menor es va registrar en 6.162 individus.
Se sap que l'espàtula menor són menjadors crepusculars, que utilitzen fangs intermareals. Des d'aleshores s'han fet esforços de conservació per protegir els llocs de reproducció i els llocs d'hivernada, i es van fer prospeccions per determinar les opinions i la consciència dels residents locals, que resideixen a prop dels hàbitats naturals de l'espàtula menor. Una enquesta realitzada per Jin et al. 2008, va preguntar sobre el factor "Disposició a pagar" als locals, així com entendre els efectes dels recàrrecs obligatoris en comparació amb els pagaments voluntaris.

## Taxonomia
Un estudi de l'ADN mitocondrial de l'espàtula menor va trobar que el Becplaner reial eren els parents més propers entre ells. De les sis espècies Platalea de la família Threskiornithidae, l'espàtula menor és la més rara.

## Reproducció
L'espàtula menor va assolir un baix nivell de població als anys noranta, però el 2003 el seu nombre va augmentar fins a almenys 1.069 individus comptats. Tot i que se sap que la seva àrea de reproducció cobreix el nord-est de la Xina i diverses illes. entre Corea del Nord i Corea del Sud, els esforços de cria assistits per humans no han tingut un èxit excessiu a causa de la dificultat de sexuar les culleres de cara negra, però utilitzant la cadena de polimerasa. La tècnica de reacció en mostres d'ADN ha permès als investigadors utilitzar un altre mètode per sexualitzar correctament els exemplars menors de Platalea adults.
Després de migrar als seus llocs d'hivern, l'espàtula menor torna amb un plomatge groc reproductor, que s'estén des de la part posterior del cap fins al pit. Tot i que aquest plomatge només es desenvolupa durant el tercer o quart any de vida quan l'espàtula menor és sexualment madura, només aproximadament la meitat, amb aquest plomatge es reprodueixen cada temporada de reproducció, cosa que contribueix al ritme molt lent al qual la població les xifres augmenten.

## Distribució

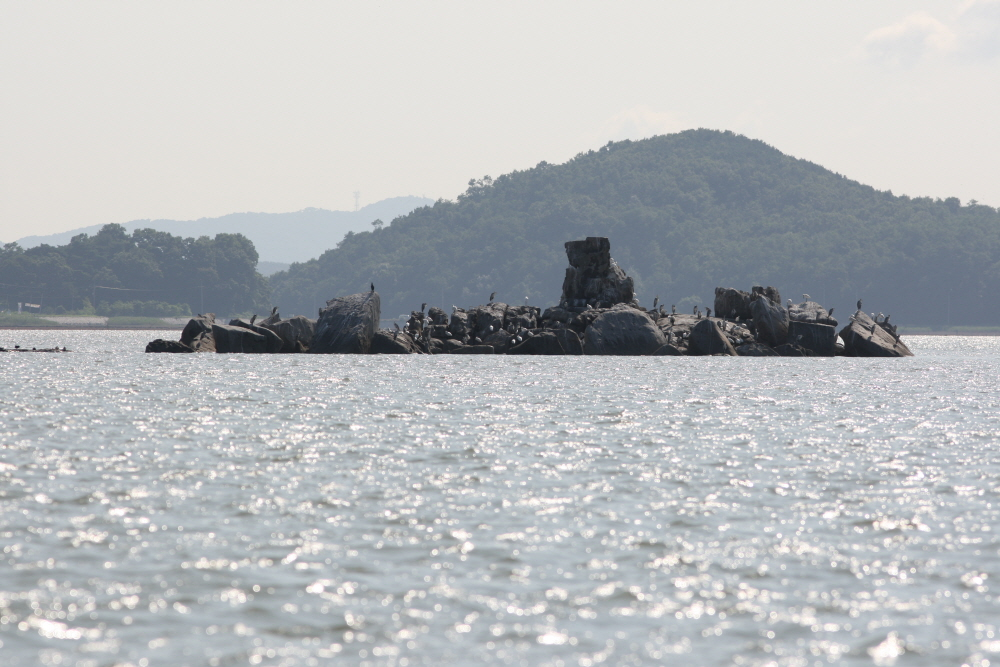
Lloc de cria de l'Espàtula menor de Ganghwa

La població global d'aquesta espècie es basa probablement en el recompte de població hivernal que es va dur a terme entre 1988 i 1990 a tots els llocs coneguts. Aquest recompte estimava només uns 288 individus. A partir de 2006, després d'esforços de conservació sostinguts, la població mundial estimada havia augmentat fins a 1.679; el cens de 2008 va donar lloc a un recompte total estimat de 2.065 individus i un cens de 2010 va informar de 2.346. No se sap que la població localitzada coneguda de Corea del Nord superi els 30 ocells. Tanmateix, es creu que hi ha una altra colònia, fins ara no descoberta, que proporciona estabilitat a la població regional i se suposa que probablement es troba al nord-est de la Xina; per exemple, a les illes de Liaoning (prop de la zona de nidificació de Corea).
Com que l'espàtula menor són ocells migratoris, la seva conservació es basa en la protecció de les seves zones de cria, "aturada" i hivernada, cosa que complica els esforços de conservació. No obstant això, són capaços d'adaptar-se a les pertorbacions a gran escala. La distribució exacta de l'espècie encara no està clara, tot i que s'han fet alguns intents de modelar l'evolució de la població sota els impactes del canvi climàtic.
La població en nínxols a Corea del Nord no passa dels trenta ocells la qual cosa significa que ha d'existir una altra colònia que encara no ha estat localitzada i que es troba potser al nord-est de la Xina, per exemple en les illes de Liaoning (proper als llocs on nia a Corea). Es creu que la principal causa del declivi d'aquesta espècie és la destrucció del seu hàbitat, especialment l'aprofitament de les zones cobertes per les marees per l'agricultura i més recentment també per piscicultura i indústria. També la guerra de Corea va haver de suposar un impacte negatiu en la població a l'època. Al mateix temps es converteix en espècie rara al Japó on havia hivernat habitualment i en els últims anys no ha estat albirat mai a l'hivern a les illes nipones. Ara l'espècie es troba bastant bé protegida a Corea del Nord on les illes on nia l'au s'han declarat zona protegida i l'accés ha estat restringit. De totes maneres persisteixen amenaces en les zones d'hibernació. A Taiwan persisteix una forta pressió industrial sobre les zones necessàries mentre que a Vietnam es converteixen aquestes zones en vivers de gambes i llagostí encara que siguin zones protegides pel Conveni de Ramsar.
L'espècie està raonablement ben protegida a Corea del Nord, on les seves illes nidificants a la costa van ser declarades Zona de Protecció amb accés restringit, per la qual cosa hi ha cert grau d'estabilitat a les zones de reproducció. No obstant això, queden diverses amenaces, principalment a les zones d'hivernada. La necessitat d'assignar terres a la indústria és gran als llocs d'hivernada de Taiwan, mentre que els de Vietnam s'estan convertint per a la cria de gambes, encara que es troben dins d'una reserva subjecta a la Convenció de Ramsar.
Durant els mesos d'hivern, més de la meitat de la població d'espátules de cara negra migra a l'aiguamoll de Chiku al sud-oest de Taiwan. Els ocells són incapaços d'agafar peixos grans; Tanmateix, aquests mullets s'han posat en perill d'extinció recentment a causa de l'augment de la població de culleres que passen els mesos d'hivern allà (mínim de 191 ocells el 1991/1992 fins a un mínim de 840 el 2004/2005). La conservació del mullet a gran escala és imprescindible per continuar mantenint les espalleres de cara negra en perill d'extinció.
A Hong Kong les molèsties per pescadors i els recol·lectors de mariscs sovint impedeixen que els ocells s'alimentin amb la marea baixa. A més, amb l'expansió continuada de les poblacions humanes a l'Extrem Orient, probablement la contaminació es convertirà en un problema important. La malaltia també té la capacitat de devastar les culleres de cara negra. A l'hivern de 2002/2003, 73 de la població van morir a causa del botulisme aviari. Pot ser que sigui necessari establir àrees o reserves de protecció addicionals per tal de no deixar que la població d'ocells agafin malalties.